# Fritz Kahmann
Fritz Kahmann (* 13. März 1896 in Girschunen (Ostpreußen); † 17. Mai 1978 in Schwerin) war ein deutscher Politiker (KPD, SED).

## Leben

### Leben in Kaiserreich und Weimarer Republik (1896 bis 1933)
Kahmann war der Sohn eines Eisenbahners und besuchte von 1902 bis 1910 die Volksschule. Den Ersten Weltkrieg erlebte er als Angehöriger der Kriegsmarine. Anschließend arbeitete er als Landwirt.
1923 trat Kahmann in die Kommunistische Partei Deutschlands (KPD) ein. Seit 1927 war er Mitglied der KPD-Bezirksleitung in Ostpreußen. 1925 bis 1929 gehörte er dem Provinziallandtag der Provinz Ostpreußen an. Von 1928 bis 1932 war Kahmann Mitglied des Preußischen Landtages. Außerdem war er Funktionär im Kommunistischen Bauernbund.
Bei den Reichstagswahlen vom November 1932 zog Kahmann als Reichswahlvorschlag der KPD in das Parlament der Weimarer Republik ein. Bei den Wahlen vom März 1933 wurde sein Mandat zwar bestätigt, doch konnte Kahmann es aufgrund der zu dieser Zeit einsetzenden nationalsozialistischen Kommunistenverfolgung nicht mehr wahrnehmen. Am 30. März 1933 wurde Kahmann sein Reichstagsmandat, wie die Reichstagsmandate aller anderen kommunistischen Abgeordneten, aberkannt.

### Nationalsozialismus und Emigration (1933 bis 1945)
1933 war Kahmann noch einige Monate lang für die nun verbotene KPD illegal in Deutschland tätig. Er wurde in Haft genommen und emigrierte nach seiner Entlassung im Oktober 1933 in die Sowjetunion, in der er bis 1937 lebte.
Von 1937 bis 1939 nahm er als Infanterist auf Seiten der Internationalen Brigaden am Spanischen Bürgerkrieg teil. Zeitweise war er als Willi Berger Politkommissar der XI. Brigade. In den Jahren 1939 bis 1943 war Kahmann in den Lagern Saint-Cyprien, Argelès-sur-Mer, Gurs und Le Vernet in Südfrankreich interniert. Kahmann wurde 1943 durch alliierte Truppen aus dem Lager El Djelfa im Saharaatlas in Algerien befreit. Im November 1943 konnte er mit etwa 60 weiteren dort Internierten in die Sowjetunion ausreisen. Kahmann war seit Anfang 1941 sowjetischer Staatsbürger. Seit Mai 1944 war er Lehrer an der Antifa-Schule im Kriegsgefangenenlager in Gorki.
Auch in der Zeit seiner Internierung benutzte Kahmann vorübergehend das Pseudonym Will Berger.

### SBZ und Deutsche Demokratische Republik (1945 bis 1978)
Im Mai 1945 kehrte Kahmann mit der Gruppe Sobottka nach Deutschland zurück. Von Juni 1945 bis 1946 war er Mitglied der Leitung der KPD in Mecklenburg-Vorpommern. Seit 1946, nach der Zwangsvereinigung von SPD und KPD, gehörte Kahmann der Sozialistischen Einheitspartei Deutschlands (SED) an.
Von 1945 bis 1952 amtierte er als Ministerialdirektor (Abteilung Land- und Forstwirtschaft) im Ministerium für Landwirtschaft der Landesregierung von Mecklenburg-Vorpommern. In dieser Eigenschaft war er als Mitglied der Landesbodenreformkommission unter anderem an der Durchführung der sozialistischen Bodenreform in der Sowjetischen Besatzungszone (SBZ) beteiligt. Ab 1949 war Kahmann Leiter der Hauptabteilung Erfassung und Aufkauf landwirtschaftlicher Erzeugnisse beim Ministerpräsidenten bzw. dem Ministerium für Handel und Versorgung in Mecklenburg-Vorpommern. Anschließend arbeitete er bis 1965 als Hauptabteilungsleiter für Landwirtschaft und Hauptreferent der Unterabteilung LPG der Abteilung Landwirtschaft beim Rat des Bezirkes Schwerin.
Fritz Kahmann wurde 1961 mit dem Vaterländischen Verdienstorden in Silber und 1971 mit dem Karl-Marx-Orden ausgezeichnet.
Kahmanns Nachlass lagert heute im Landeshauptarchiv Schwerin. Er besitzt einen Umfang von 0,75 laufende Regalmeter und umfasst Materialien aus den Jahren 1918 bis 1978. Inhaltlich finden sich in ihm persönliche Dokumente, Kaderunterlagen, Urkunden über Auszeichnungen, Lebenserinnerungen, Aufzeichnungen über Kahmanns Wirken als Funktionär der KPD, Presseartikel und anderes zur Geschichte der XI. Internationalen-Brigade in Spanien. Des Weiteren Skizzen, Einschätzungen, Fotokopien über den antifaschistischen Kampf im KZ Vernet, Korrespondenzen. Hinzu kommt eine Materialsammlung des Nachlassers aus seiner Tätigkeit als Lehrer im Lager 165 Taliza bei Gorki/1. Zentrale Antifaschule für Kriegsgefangene und als Ministerialdirektor bei der Landesregierung (Zeitungsausschnittsammlung, Fotodokumente). Außerdem werden in Kahmanns Nachlass auch Kaderunterlagen der Vereinigung der Verfolgten des Naziregimes aus dem Besitz seiner Ehefrau Ida Kahmann verwahrt.

## Schriften
- Was ich als Kleinbauer in der Sowjetunion sah, Berlin 1928.
- Madrid hielt 29 Monate stand. Ein Spanienkämpfer erzählt über den heldenhaften Kampf an der Seite des spanischen Volkes. In: SVE Nr. 18.
- Erinnerungen, Halberstadt 1980. (unklar, ob tatsächlich in Druck oder Verteilung gelangt ist)[6]